# Суперечка щодо суверенітету Південної Джорджії та Південних Сандвічевих островів

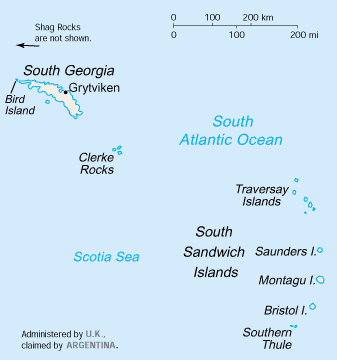
Карта Південної Джорджії та Південних Сандвічевих островів

Британський cyвeрeнiтeт над Південною Джорджією та Південними Сандвічевими островами оспорюється Аргентиною. Сполучене Королівство заявило про територію Південної Георгії в 1775 році, анексувало острови в 1908 році та здійснювало фактичний контроль, за винятком короткого періоду під час Фолклендської війни в 1982 році, коли острови частково контролювалися Аргентиною. Суперечка почалася в 1927 році, коли Аргентина заявила про суверенітет над Південною Джорджією, і згодом розширилася, коли Аргентина заявила про свої права на Південні Сандвічеві острови в 1938 році Нa островах немає корінного населення, наразі нa них проживає лише близько 30 жителів.

## Історія претензій

### Походження Британської претензії
Архіпелаг Південна Джорджія вперше був заявлений Великою Британією Джеймсом Куком у січні 1775 року, раніше був відкритий Ентоні де ла Роше . Однак британці мало зробили для забезпечення виконання цієї вимоги до 1843 року, коли було видано листовий патент, який передбачав уряд островів, якими мали керувати як залежні Фолклендські острови. Вони були переглянуті в 1876 і 1892 роках.
У 1908 році після запитів уряду Норвегії щодо суверенітету території, яка зараз охоплюється Британською антарктичною територією, британський уряд заявив, що острови є британськими, і видав лист-патент, який включав « Південні Оркнейські острови, Південну Джорджію та Південні Шетландські острови, і Земля Грема, розташована в південній частині Атлантичного океану на південь від 50-ї паралелі південної широти і лежить між 20-м і 80-м градусами західної довготи» як залежні території Фолклендських островів . У той час стало ясно, що асоціація з Фолклендськими островами мала на меті адміністративну зручність.
Як зауважив британський уряд, претензія включала б частини південноамериканського континенту за буквального тлумачення, і патент було роз'яснено 28 березня 1917 року шляхом перевизначення кордону, щоб виключити всі території на північ від 58° пд. і на захід від 50° з.д., але в інших випадках включає всю землю в цьому районі. Хоча аргентинському уряду було надано деталі патенту на листи 1908 року (на їхнє прохання), ні Аргентина, ні Чилі не заперечували проти жодної претензії.

### Витоки аргентинського позову
Compañía Argentina de Pesca (CAP), зареєстрована в Аргентині китобійна компанія, якою керує норвежець Карл Антон Ларсен, була першою компанією, яка розпочала діяльність у Південній Джорджії у 1904 році. Ця компанія заснувала поселення Гритвікен, а її співробітники (включаючи самого Ларсена) стали першими постійними жителями острова. У 1905 році уряд Аргентини дозволив створити метеостанцію на острові.
У 1906 році CAP підписала договір оренди з урядом Фолклендських островів, і після анексії 1908 року компанія почала використовувати британські ліцензії на китобійний промисел і оренду землі в Ґритвікені та Джейсон-Харборі .  Також у 1908 році CAP почала шукати Південні Сандвічеві острови для розширення свого бізнесу. Ларсен прийняв британське громадянство в 1910 році. Перша явна претензія Аргентини на Південну Джорджію була висунута в 1927 році, а на Південні Сандвічеві острови в 1938 році

### Пізніший розвиток подій
Після позовів Аргентини Велика Британія запропонувала (у 1947, 1951, 1953 та 1954 роках) передати справу до Міжнародного суду в Гаазі, але Аргентина відхилила це. Коли Велика Британія в односторонньому порядку передала це питання до суду в 1955 році, Аргентина відмовилася співпрацювати, посилаючись на відсутність юрисдикції.[джерело?] Британці розділили залежні Фолклендські острови в 1962 році відповідно до нещодавно підписаного Договору про Антарктику . Ці території на південь від 60° південної широти стали Британською антарктичною територією, а решта — Південна Джорджія та Південні Сандвічеві острови — зберегли свій попередній статус.

### Фолклендська війна
Аргентина створила базу Corbeta Uruguay на острові Туле на крайньому півдні Південних Сандвічевих островів у листопаді 1976 року. Коли в грудні британці виявили цю базу, британці запротестували дипломатичним шляхом і направили оперативну групу (операція "Підмайстри ") для захисту Фолклендських островів від потенційного вторгнення.
19 березня 1982 року група з 50 аргентинців, які видавали себе за торговців металобрухтом, висадилася в гавані Лейт на Південній Джорджії на борту ARA <i id="mwXw">Bahía Buen Suceso</i> та підняла аргентинський прапор. Британський уряд відповів, відправивши HMS <i id="mwaA">Endurance</i> з 22 Королівськими морськими піхотинцями, щоб вигнати аргентинців, але вони були відкладені, щоб уникнути посилення напруги. Далі аргентинські війська на чолі з лейтенантом Альфредо Астісом (відомим як «білявий ангел смерті») були висаджені, і британці встановили там станцію для спостереження за діяльністю. Аргентинські війська вторглися на Фолклендські острови 2 квітня 1982 року і наступного дня взяли Ґритвікен, залишивши 44 морських піхотинці. Незважаючи на захоплення Ґритвікена та Лейта, аргентинці не змогли взяти весь острів, і кілька польових таборів Британської антарктичної служби залишалися в руках Сполученого Королівства протягом усієї війни.
У відповідь на аргентинське вторгнення британці розпочали операцію Corporate (відвоювання Фолклендських островів), частиною якої була операція Paraquet. Королівські морські піхотинці відбили Ґритвікен за дві години 25 квітня 1982 року, використовуючи дані розвідки SBS, які проникли на острів після атаки вертольотів Королівських ВМС на ARA <i id="mwdg">Santa Fe</i>. Гарнізон у Лейт-Харборі здався наступного дня, а Корбета Уругвай капітулювала 20 червня 1982 року. Того ж грудня його знесли.

### Поточний стан

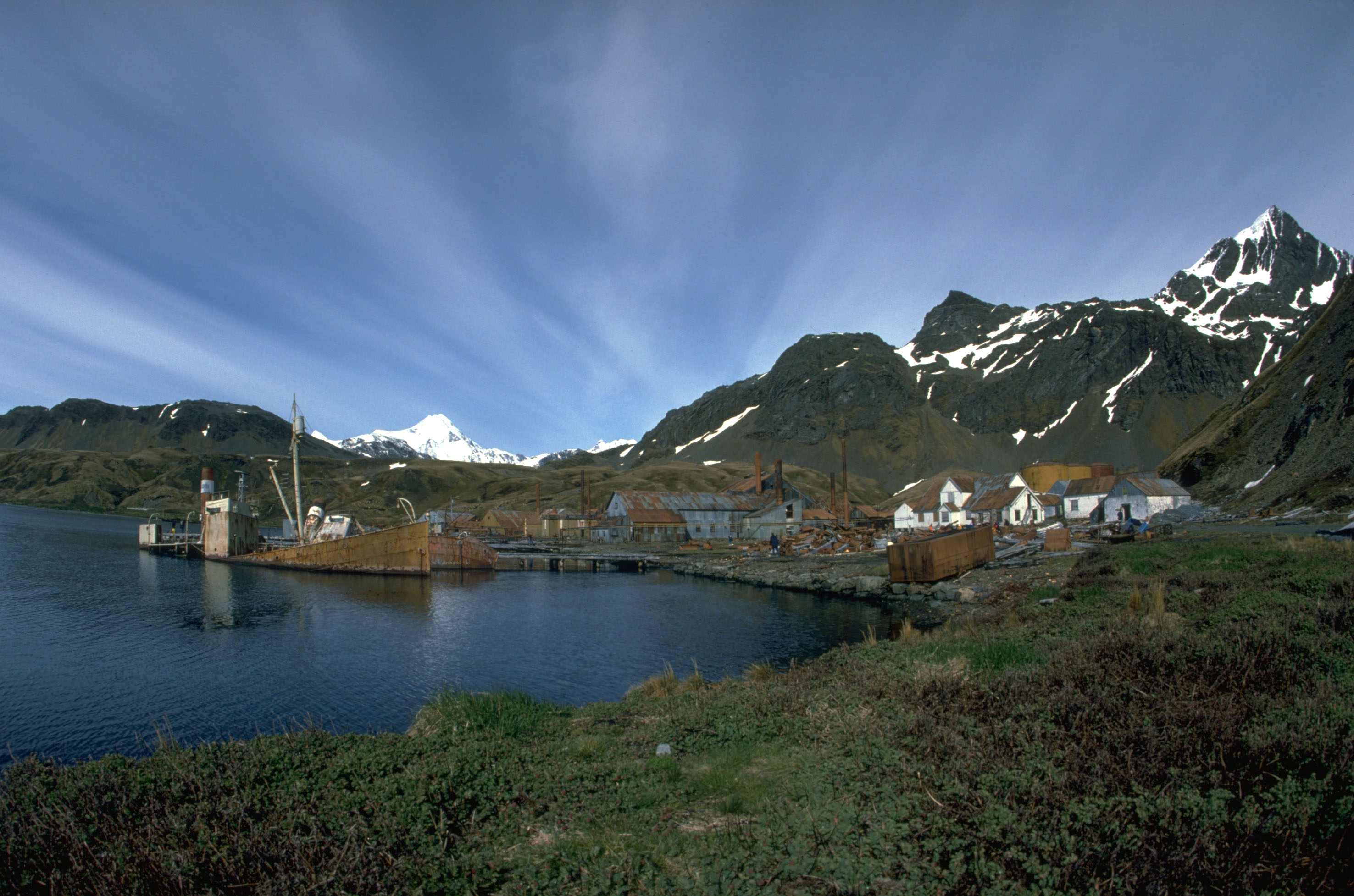
Гритвікен у 1989 році

Британія керувала Південною Джорджією та Південними Сандвічевими островами окремо від Фолклендських островів, оскільки острови були зроблені британською залежною територією самостійно в 1985 році Статус території було змінено Актом про британські заморські території 2002 року, і зараз використовується термінологія — британські заморські території .
Аргентина вважає острови частиною департаменту Islas del Atlantico Sur провінції Tierra del Fuego . Претензії на Південну Джорджію та Південні Сандвічеві острови записані в конституції Аргентини 1994 року разом із претензіями на Фолклендські острови.

## Поточні претензії

### Претензії Аргентини
Аргентина стверджує, що:
- З 1927 року Аргентина протестувала проти всіх відомих їй британських дій, які суперечили суверенітету Аргентини над Південною Джорджією та Південними Сандвічевими островами.

### Претензії Сполученого Королівства
Сполучене Королівство стверджує, що:
- South Georgia was claimed for Great Britain under Captain Cook in 1775.[3]
- The United Kingdom annexed South Georgia and the South Sandwich Islands in 1908.[3]
- Whaling stations on the islands (including the CAP) operated under British licence.[3]
- The islands have been administered legally by Britain since 1908, with the exception of being «briefly occupied by Argentinean forces in 1982».[3]